# حقوق ال‌جی‌بی‌تی در روسیه

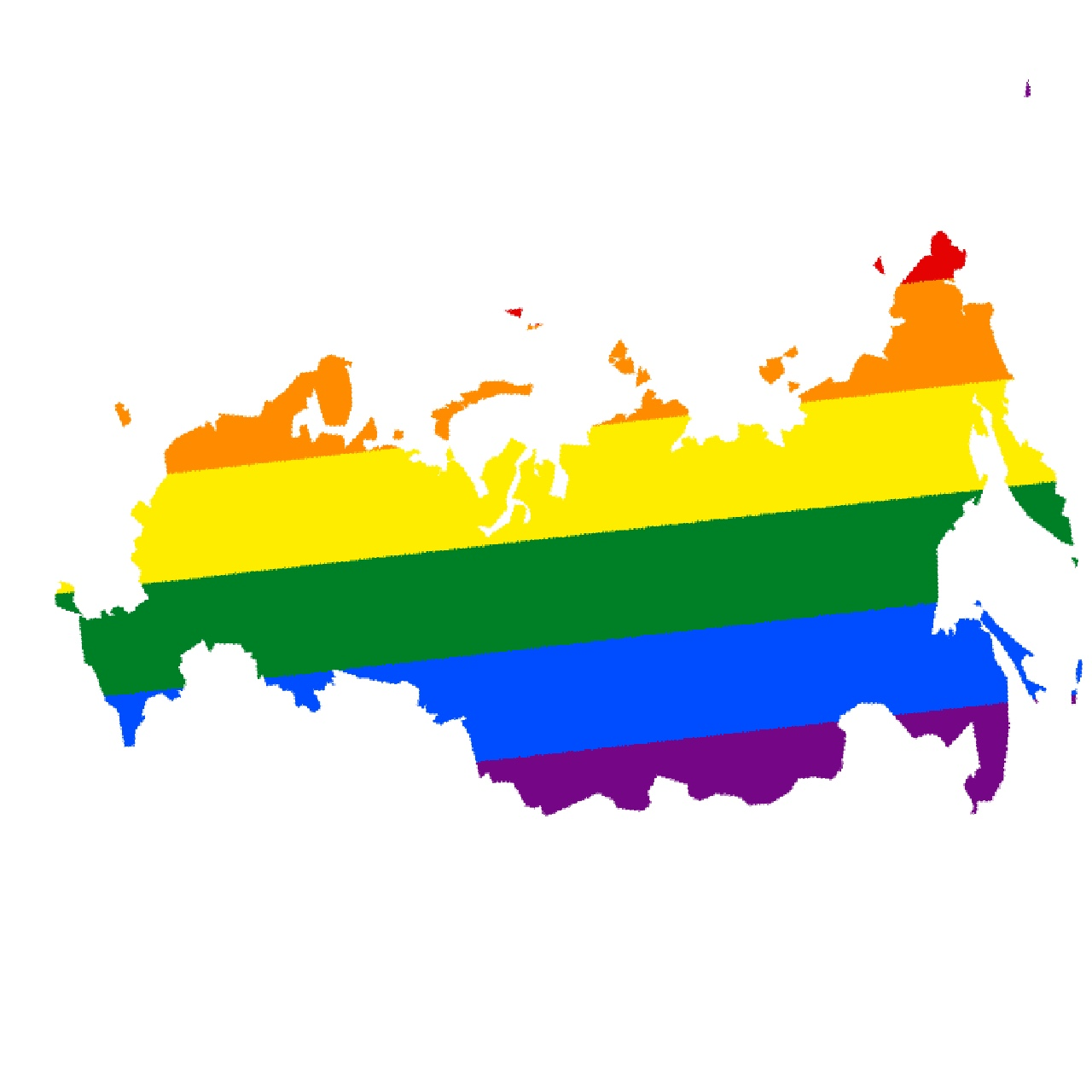
رنگ‌آمیزی نقشهٔ روسیه با رنگ‌های نماد ال‌جی‌بی‌تی

ال‌جی‌بی‌تی در روسیه از سال ۱۹۹۳ قانونی است. افراد ال‌جی‌بی‌تی (همجنس‌گرایان، دوجنس‌گرایان، تراجنسی‌ها) در روسیه با وجود دستاوردهایی که در دو دهه گذشته به دست آورده‌اند، ممکن است با محدودیت‌های قانونی که بر دگرجنس‌گرایان حاکم نیست روبرو شوند. در سال ۲۰۰۸ به مردان دارای رابطهٔ جنسی با مردان در نهایت اجازهٔ اهدای خون داده شد.
روسیه هیچ قانون کیفری در سطح دولت فدرال در رابطه با ال‌جی‌بی‌تی ندارد. در سال ۱۹۹۳ از مردان دارای روابط همجنس گرایانه جرم‌زدایی شد. همچنین در برخی موارد گفته شده که آنها را در آتش می‌سوزانند 

از سال ۲۰۱۲ قانون ممنوعیت تبلیغ همجنس‌گرایی و پدوفیلی در میان افراد زیر سن قانونی در چهار منطقه از روسیه شامل ریازان، آرخانگلسک، کوستروما و سن پترزبورگ تصویب شده‌است.
در این قانون در سن پترزبورگ جریمه ۱۶۰۰۰ دلاری برای اشخاص حقیقی و تا ۱۶۰۰۰۰ دلار برای اشخاص حقوقی پیش بینی شده‌است.
قانون برگزاری رژه همجنس‌گرایان را نیز در روسیه ممنوع می‌کند.
یک روز پس از امضا و اجرای قانون در سن پترزبورگ، کلیسای ارتدوکس در این کشور و همچنین یکی از قانونگزاران در سیبری خواهان اعمال چنین محدودیتی در سراسر روسیه شد.